# Iyunga
Iyunga ist ein Verwaltungsbezirk (Ward) des Distrikts Mbeya (CC) in der tansanischen Region Mbeya.

## Geografie
Iyunga ist ein Stadtbezirk im Südwesten der Regionshauptstadt Mbeya. Die Fläche des Stadtteils beträgt 15 Quadratkilometer und bei der Volkszählung 2022 lebten hier 23.954 Menschen in 7013 Haushalten.

## Gliederung
Der Bezirk besteht aus fünf Stadtteilen (Mtaa):

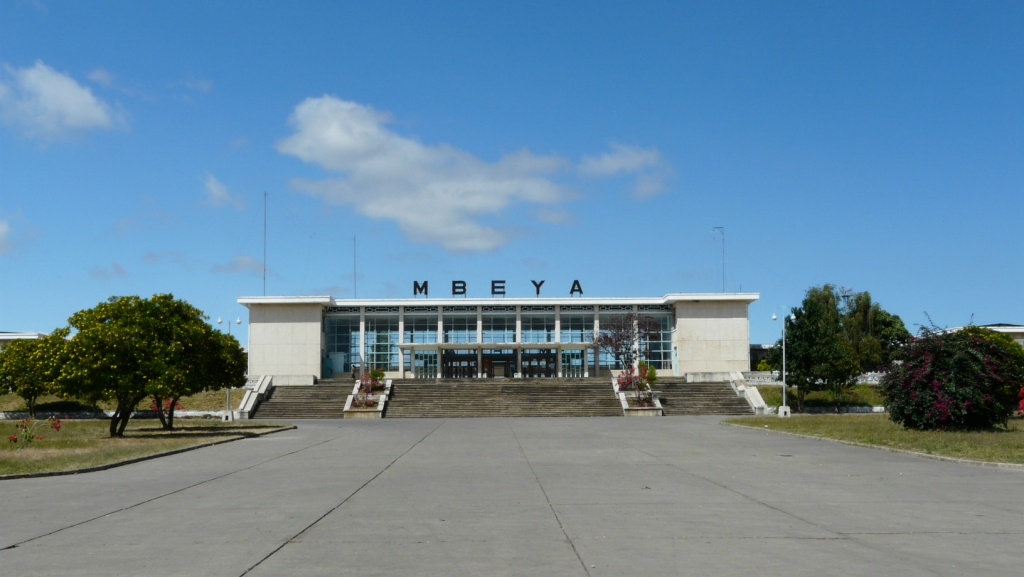
Bahnhof Mbeya

- Maendeleo
- Inyala
- Sisintila
- Igale
- Ikuti

## Wirtschaft und Infrastruktur
- Bildung: Die wichtigste Bildungseinrichtung im Bezirk ist die Mbeya University of Science and Technology.[6] Die Harrison-Uwata Girls' Secondary School ist eine christliche Privatschule,[7] die Maziwa Secondary School bildet Jugendliche bis zur 6. Stufe aus.[8]
- Gesundheit: Im Bezirk liegen zwei Gesundheitszentren, das staatliche Iyunga Health Centre[9] und das private Roman Catholic Health Centre.[10] Die Apotheke in Igale führt auch kleine chirurgische Eingriffe durch.[11]
- Eisenbahn: Im Bezirk liegt der Bahnhof von Mbeya. Die von TAZARA betriebene Bahnlinie führt 850 Kilometer nach Osten bis Daressalam und im Westen nach Tunduma und über die Grenze nach Sambia bis zum 1005 Kilometer entfernten Kapiri Mposhi.[2][12]